# Казис Інчюра
Казис Інчюра (лит. Kazys Inčiūra; *25 вересня 1906, село Відугіряй, Анікщяйський район, Кельмеський район, Литва — †30 листопада 1974, Вільнюс) — литовський поет, популярний у міжвоєнний час як представник неоромантизму. Після Другої світової — прозаїк, драматург, перекладач, диктор радіо, автор лібрето опер.

## Біографія
Народився в селянській родині. У 1913-1916 навчався в початковій школі в Трошкунай і Вашуокенай. Друкувався з 1922. У 1925 закінчив гімназію в Паневежисі. З 1925 публікував свої вірші.
У 1925-1933 навчався на гуманітарному факультеті Литовського університету в Каунасі. Одночасно з 1926 займався в театральній студії при Державному драматичному театрі в Каунасі, яку закінчив в 1930. У 1929-1930 редагував газету «Vienybė» («Єдність»).
У 1930-1931 був актором Державного драматичного театру.
У 1934-1939 працював диктором радіо в Каунасі, в 1939-1944 — у Вільнюсі. Співпрацював з періодичною пресою. У 1944-1951 був актором театру «Вайда» «Vaidila» і Державного театру драми Литви (зіграв понад 30 ролей).
Був членом Спілки письменників, але в кінці 1950 був виключений так як припинив літературну діяльність. У 1951 був заарештований і засуджений до 25 років виправно-трудових робіт. Ув'язнення відбував у таборі в Свердловській області. У 1956 повернувся в Литву і зайнявся літературною працею. Видав кілька книг віршів, займався перекладом поезії та драматургії, написав кілька п'єс. У 1967 був знову прийнятий в члени Спілки письменників Литви.
Помер у Вільнюсі 30 листопада 1974 і був похований на цвинтарі Антакалніо. На могилі в 1981 був встановлений надгробний пам'ятник у вигляді стели з чорного граніту. На стелі вибиті написи:
|  | Poetas Kazys Inčiūra 1906-1974 |

|  | Liks liūdnos knygos Nebaigtos liks eilės Tiktai mano kančia Išeis su manimi |

## Літературна діяльність
Дебютував у пресі в 1922, за іншими відомостями публікував вірші з 1925. За першою збіркою віршів «Su jaunystė» («З молодістю»; 1928) послідували збірки поезії «Padavimai» («Перекази»; 1936), «Baltieji raiteliai» («Білі витязі»; 1938), в яких, за словами літературознавця Вітаутаса Кубілюса, «мотиви і поетика неоромантизму межують з фольклорною стилізацією».
Видав збірки оповідань «Fatima burtininkė» («Фатіма-чарівниця»; 1929), «Obelys žydi» («Цвітуть яблуні»; 1937), роман «Ant ežerėlio rymojau» («Стояла біля озера»; 1930).
Працював в періодичній пресі («Krivulė», «Iliustruotoji Lietuva», «Vairas», «Naujojoji Romuva», «Mūsų Vilnius»).
Інчюра написав лібрето до опер Юргиса Карнавічюса «Гражина» («Gražina», 1932) і Антанаса Рачюнаса «Три талісмана» («Trys talismanai», 1936).
Драма Інчюри про Вінцаса Кудірку «Vincas Kudirka» ставилася на сцені Державного театру в Каунасі в 1934, в Клайпеді — в 1935, у Вільнюсі — в 1940.
Вірші Інчюри друкувалися в перекладах на латвійську, німецьку, польську, есперанто, естонську мови.

## Видання

### Книга віршів
- Su jaunyste. Pirmoji eilėraščių ir dainų knyga. Kaunas, 1928. 128 p.
- Tyliųjų saulėlydžių žemėj: eilėraščiai ir dainų knyga. Kaunas, 1930. 120 p.
- Padavimai (eiliuotos baladės). Kaunas: Šv. Kazimiero draugija, 1936. 179 p.
- Baltieji raiteliai. Eilėraščiai. Kaunas: Šv. Kazimiero draugija, 1938. 157 p.
- Prie Kauno marių (eilėraščiai). Vilnius: Valstybinė grožinės literatūros leidykla: 1962. 292 p.

### Проза
- Fatima burtininkė. Kaunas: Vairas, 1929. 223 p.
- Ant ežerėlio rymojau. Romanas. Kaunas: Sakalas, 1930. 324 p. (второе издание 2014)
- Mylinčios moterys (apysakos). Kaunas: Sakalas, 1931. 224 p.
- Obelys žydi (apsakymai). Kaunas: Sakalas, 1937. 349 p.

### Драматичні твори
- Painiava. 3 veiksmų vaidinimas. Kaunas: Žinija, 1929. 100 p.
- Pasiilgę Aušros Vartų. 3 v. ir prologo dramos veikalas. Čikaga: Draugas, 1929. 92 p.
- Savanorio duktė (Pasiilgę Aušros Vartų). 3 v. ir prologo dramos veikalas. Kaunas: Lietuvos katalikų sąjunga, 1929. 104 p.
- Trys talismanai. 3 d. pasaka misterija su prologu. Kaunas: Sakalas, 1936. 104 p.
- Vincas Kudirka. 6 pav. praeities vaizdai. Kaunas: Sakalas, 1944. 240 p.
- Žemaitė. 6 pav. pjesė. Vilnius: Vaga, 1964. 83 p.

### Книги перекладів
- A. Puškinas. Poltava: trijų giesmių poema. Vertė K. Pr. Inčiūra. Vilnius: Valstybinė grožinės literatūros leidykla, 1951. 70, [3] p.